# Termografia mammaria
La termografia mammaria consiste nello studio del calore emesso dalla mammella e rilevato mediante sonde termografiche. La termografia può essere effettuata mediante una videocamera a raggi infrarossi, chiamata teletermografia, oppure mediante una placca posta a contatto con la mammella, chiamata termografia a contatto. 
La termografia a contatto si è poi evoluta nell'attuale procedura clinica detta angiotermografia dinamica.

## Storia
La termografia è usata dagli anni settanta in associazione con le tecniche diagnostiche per la ricerca del cancro mammario quali la mammografia, l'ecografia e la risonanza magnetica nucleare. Poiché la termografia è una tecnica che non emette radiazioni ionizzanti, vari studi sono stati fatti per valutare la possibilità di utilizzarla come esame di screening. La termografia (Breast Thermography), nel 1982, ha avuto l'autorizzazione della Food and Drug Administration (FDA) come esame diagnostico per il tumore mammario, qualora fosse eseguita contestualmente alla mammografia. Non è un esame sperimentale in quanto è stato già inserito nell'International Classification of Disease con il codice 88.85 che autorizza l'uso della "Breast Thermography" in tutti i paesi del mondo. In Italia ha un ROD ed è rimborsata da molte regioni e da quasi tutte le maggiori assicurazioni.

## Teletermografia
La teletermografia, che deriva storicamente da applicazioni nel campo industriale e militare, è effettuata medianti particolari telecamere a infrarossi che rilevano la temperatura cutanea della mammella e la trasformano in un'immagine a colori. Ogni colore corrisponde a un definito intervallo di temperatura. Un software elabora questi colori trovando anomalie termiche che permettono di guidare la diagnosi. Utile è anche la comparazione tra le due mammelle e lo studio del gradiente termico.

## Termografia a Contatto
La termografia a contatto nasce in Francia e ha il suo massimo sviluppo negli anni '80-'90. L'esame si esegue mediante una placca a cristalli liquidi (non con telecamera come nella teletermografia) che viene appoggiata alla mammella. I cristalli liquidi si colorano in funzione della temperatura locale del tessuto mammario formando un'immagine che riproduce la circolazione e temperatura del sangue. In particolare la placca, mostrando un pattern più o meno colorato, fornisce informazione anche sui “gradienti termici”. Considerando una scala di gradiente termico da 1 a 4, basata sull'intensità dei colori, il gradiente 1 corrisponde ad assenza di cancro e il gradiente 4 a presenza di cancro. Per ottenere una migliore rappresentazione dell'immagine colorata del pattern sanguigno, sono impiegate più placche aventi diversa sensibilità alla temperatura. Queste tecnologie sono state oggetto di vari studi scientifici, con una non univoca conclusione. Riguardando la letteratura scientifica si evidenziano molti falsi positivi e una difficoltà d'interpretazione per le molte variabili che potevano essere presenti al momento dell'esame. Da quando Judah Folkman iniziò gli studi sulla neo-angiogenesi tumorale, le tecnologie termiche sono state oggetto di nuovi studi con risultati molto promettenti.